# Scott Kennedy
Scott Fitzgerald Kennedy (ur. 31 marca 1997 w Calgary) – kanadyjski piłkarz pochodzenia niemieckiego występujący na pozycji środkowego obrońcy, reprezentant Kanady, od 2024 zawodnik belgijskiego Eupen.
Ze strony matki posiada pochodzenie niemieckie.